# 津雲台
津雲台（つくもだい）は、大阪府吹田市の町丁の一つで、千里ニュータウンの住区の一つ（A住区）。現行行政地名は津雲台一丁目から津雲台七丁目。郵便番号は565-0862。住居表示実施済み地域。

## 地理
北は古江台に、西は豊中市上新田ならびに竹見台に、南は佐竹台に、東は山田西ならびに高野台とそれぞれ接する。なお、地名は当地の旧小字九十九（つくも）より来ていると言われている。

## 歴史
- 1963年（昭和38年）- 佐井寺など4つの大字の一部より津雲台一丁目～六丁目が成立、まちびらき。
- 1965年（昭和40年）- 七丁目が成立。

## 校区
2025年（令和7年）6月現在、市立の小中学校に通う場合、校区は以下の通り。
| 町丁         | 小学校       | 中学校       |
| ------------ | ------------ | ------------ |
| 津雲台一丁目 | 高野台小学校 | 高野台中学校 |
| 津雲台二丁目 | 津雲台小学校 | 古江台中学校 |
| 津雲台三丁目 | 津雲台小学校 | 古江台中学校 |
| 津雲台四丁目 | 津雲台小学校 | 古江台中学校 |
| 津雲台五丁目 | 津雲台小学校 | 古江台中学校 |
| 津雲台六丁目 | 津雲台小学校 | 古江台中学校 |
| 津雲台七丁目 | 津雲台小学校 | 古江台中学校 |

## 世帯数・人口
2025年（令和7年）6月30日現在の丁目別人口は以下の通り。
| 町丁         | 世帯数    | 人口    |
| ------------ | --------- | ------- |
| 津雲台一丁目 | 426世帯   | 985人   |
| 津雲台二丁目 | 528世帯   | 1,062人 |
| 津雲台三丁目 | 1,239世帯 | 2,836人 |
| 津雲台四丁目 | 57世帯    | 138人   |
| 津雲台五丁目 | 1,409世帯 | 2,719人 |
| 津雲台六丁目 | 533世帯   | 1,250人 |
| 津雲台七丁目 | 191世帯   | 448人   |

## 事業所・従業員数
2021年（令和3年）実施の経済センサス活動調査によると、丁目別の事業所・従業員数は以下の通り。
| 町丁         | 事業所数  | 従業員数 |
| ------------ | --------- | -------- |
| 津雲台一丁目 | 105事業所 | 2,364人  |
| 津雲台二丁目 | 13事業所  | 56人     |
| 津雲台三丁目 | 9事業所   | 13人     |
| 津雲台四丁目 | 22事業所  | 577人    |
| 津雲台五丁目 | 22事業所  | 161人    |
| 津雲台六丁目 | 28事業所  | 72人     |
| 津雲台七丁目 | 67事業所  | 1,665人  |

## 交通

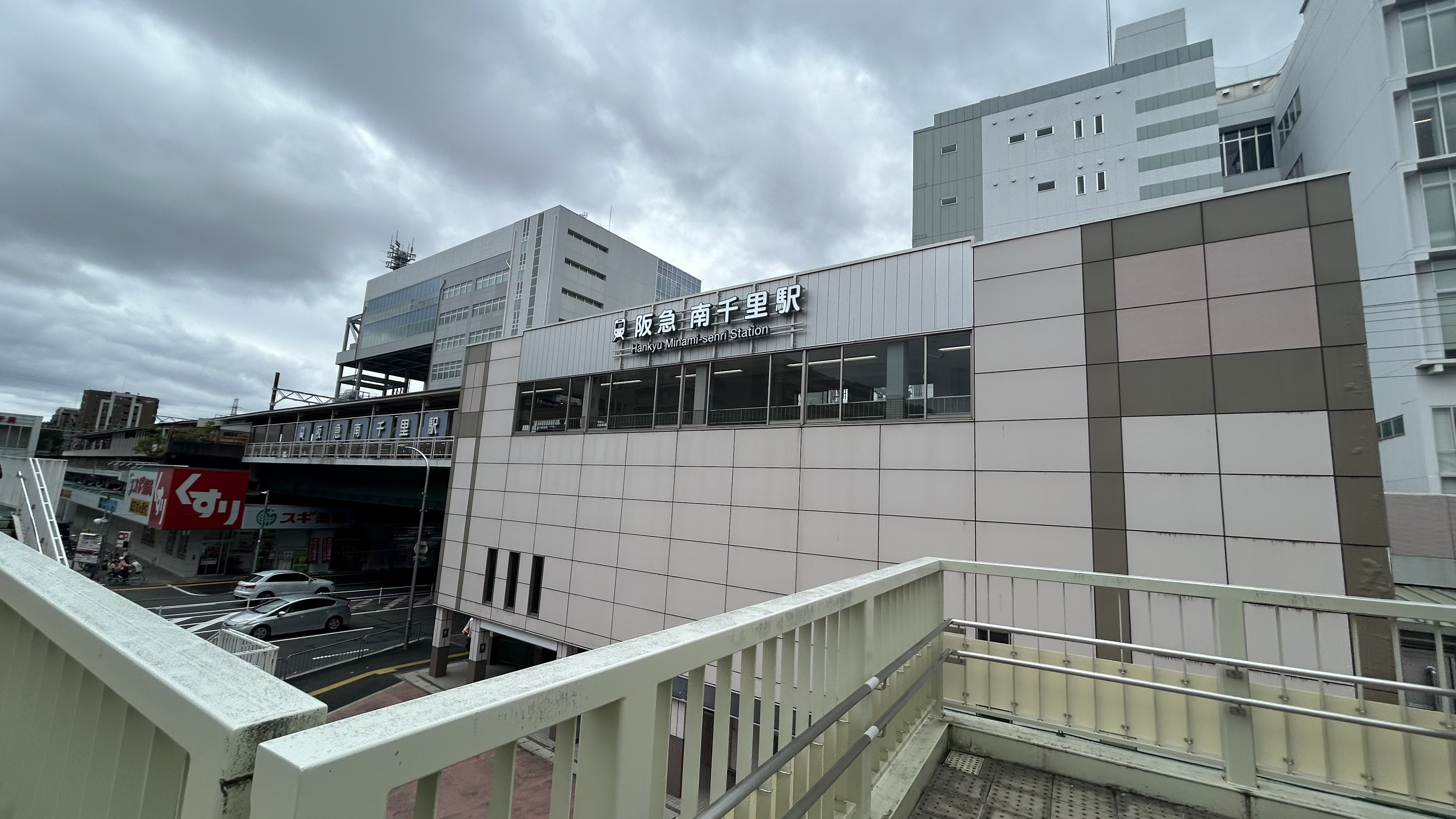
南千里駅

町域の東側を阪急千里線が通り、南千里駅が位置するほか、山田西に位置する山田駅にも近い。阪急バス千里営業所が位置し、桃山台駅、千里中央駅、JR吹田駅、岸辺駅など各地へ向かうバス路線が主に阪急南千里駅停留所ならびに津雲台七丁目停留所から発着する。

### 阪急電鉄
- 南千里駅

### 阪急バス
- 阪急南千里駅停留所
- 津雲台南口停留所
- 津雲台二丁目停留所
- 津雲台五丁目停留所
- 津雲台七丁目停留所
- 津雲台センター停留所
- 千里営業所前停留所
- 山田弘済院停留所

## 施設
- 千里ニュータウン南地区センター
- トナリエ南千里

### 公園
- 千里南公園
- 牛ヶ首池
- 津雲公園

### 教育機関
- 吹田市立津雲台小学校

### 公共施設
- 千里ニュータウンプラザ
- 吹田市役所　千里出張所
- 吹田市立千里図書館
- 済生会千里病院
- 吹田千里郵便局

### その他
- 阪急バス千里営業所
- クリスタルホテル南千里
- 大阪大学国際学生宿舎
- 関西大学国際学生寮